# The Good, the Bad and the Ugly (canción)
"El bueno, el malo y el feo" es el tema de la película de 1966 del mismo nombre, que fue dirigida por Sergio Leone. Incluida en la banda sonora de la película como "El bueno, el malo y el feo (título principal)", la pieza instrumental fue compuesta por Ennio Morricone, con Bruno Nicolai dirigiendo la orquesta.